# Acquate
Acquate és una Frazione del municipi de Lecco, a la província de Lecco, regió de Llombardia, Itàlia, amb 3.683 habitants.
Es troba a uns 1,5 quilòmetres al nord-est del centre municipal, a prop del turó que hi ha entre els rierols Bione i Caldone, aquest últim que flueix a poques desenes de metres de l'església parroquial.
La fracció era una municipi independent fins al 1923, quan es va convertir en un districte de Lecco.

## Personalitats acquateses
- Els promesos[1]
- Lucia Ripamonti, religiosa, (1909 - 1954), declarada beata pel papa Francesc al maig del 2019.